# Bernardino Giraud
Bernardino Giraud (Roma, 14 de julho de 1721 - Roma, 3 de maio de 1782) foi um cardeal do século XVIII

## Biografia
Nasceu em Roma em 14 de julho de 1721. A família, de origem francesa, mudou-se em meados do século XVII de Lyon para Roma, onde enriqueceu como comerciantes, fazendo grandes compras de imóveis no Lácio, conquistando o título de conde e uma sólida posição social. Eles possuíam o monumental palácio de Borgo (hoje na Via della Conciliazione), atribuído a Bramante. Terceiro dos cinco filhos de Pietro Giraud e Altilia Zagaroli. Os outros irmãos eram Alessio, Stefano, Ferdinando e Plautilla.
Estudou filosofia e teologia no Collegio Tolomei, em Siena, sob o padre Lorenzo Ricci, SJ, futuro superior geral da Companhia de Jesus; e mais tarde, na Universidade de Siena, onde obteve o doutorado in utroque iure, direito canônico e civil, em 11 de setembro de 1738.
Retornou a Roma de Siena em 1739 e recebeu a tonsura eclesiástica do vice-gerente de Roma, o arcebispo Francesco Spada. Protegido pelo cardeal Luigi Maria Torrigiani e contando com a boa vontade dos papas Bento XIV e Clemente XIII, ingressou na prelazia romana e progrediu rapidamente. Referendário dos Supremos Tribunais da Assinatura Apostólica da Justiça e da Graça, 26 de janeiro de 1741. Referendário da SC do Bom Governo, setembro de 1743-1747. Eleitor da SC da Visita Apostólica, 1744. Relato da SC do Concílio, 1745?. Eleitor do Supremo Tribunal da Assinatura Apostólica de Justiça, abril de 1747. Comissário apostólico em Nursia e Ascoli para delinear a fronteira com o Reino de Nápoles, 1750. Vigário de S. Maria na Via Lata até 1750. Juiz do Reverendo Fabric de St. .Peter em dezembro de 1755. Tenente do auditor da Câmara Apostólica, setembro de 1759. Nomeado auditor da Sagrada Rota Romana em novembro de 1762, tendo demonstrado ter rendimentos de 2000 ducados; ele substituiu o falecido auditor Pietro Frangipane, que morreu em 15 de novembro de 1762 e tomou posse em 13 de maio de 1763.
Ordenado em 19 de março de 1767.
Eleito arcebispo titular de Damasco em 6 de abril de 1767. Consagrado em 26 de abril de 1767, em uma capela do Palácio Apostólico do Quirinale, Roma, pelo Papa Clemente XIII, auxiliado por Scipione Borghese, arcebispo titular de Teodosia, e por Ignazio Reali, arcebispo titular de Atena. Núncio na França, 28 de abril de 1767. Assistente do Trono Pontifício, 28 de maio de 1767. Abade commendatarioda abadia de Gorze, julho de 1771; ele manteve o cargo mesmo depois de terminar sua nunciatura. Ele havia criado uma rede efetiva de pressão para conseguir a promoção ao cardinalato: Marie-Jeanne Bécu, a condessa Du Barry e o novo ministro das Relações Exteriores, o duque Aiguillon, manobraram de Versalhes; e o embaixador francês em Roma, François-Joachim de Pierre de Bernis, que mantinha um excelente relacionamento com o Núncio Giraud, apoiou sua promoção. Além disso, porque o papa resistiu, o próprio rei veio escrever pessoalmente para lembrar ao pontífice que, com base em algumas vagas promessas feitas pelo papa Clemente XIV em uma carta datada de 26 de setembro de 1770, ele havia prometido sua palavra para obter o núncio do roxa.
Criado cardeal e reservado in pectore no consistório de 17 de junho de 1771; publicado no consistório de 19 de abril de 1773; o papa enviou-lhe o barrete vermelho com breve apostólico datado de 24 de abril de 1773, com seu irmão Stefano, atuando como enablegatoapostólico; ele recebeu o barrete vermelho em Viterbo, enquanto viajava da França para Roma; recebeu o chapéu vermelho em 15 de julho de 1773; e o título de SS. Trinità al Monte Pincio em 20 de dezembro de 1773. Atribuída à SS. CC. Consistorial, Exame dos Bispos, Concílios, Bispos e Regulares, Rev. Fabrico de São Pedro; e Indulgências e Sagradas Relíquias. Transferido para o arcebispado de Ferrara, em 15 de março de 1773, que estava vago há cinco anos; sem capacidade e sem experiência pastoral, não se entusiasmou com a nomeação para Ferrara; enviou de Paris sua primeira carta pastoral em 4 de abril; tomou posse da diocese por procuração no dia 27 do mesmo mês; recebeu o pálio em 26 de dezembro de 1773; ele foi para Ferrara em janeiro de 1774; e fez sua entrada solene no dia 19. Em outubro de 1774, estando em Bertinoro, a notícia da morte do Papa Clemente XIV fê-lo partir imediatamente para Roma. Participou no conclave de 1774-1775, que elegeu o Papa Pio VI. Pró-auditor de Sua Santidade ( uditore Sanctissimi), fevereiro de 1775, por causa de seu apoio ao cardeal Giovanni Angelo Braschi, papa Pio VI, no conclave. Ele voltou a Ferrara após o conclave apenas por um curto período; em 29 de setembro de 1775, ordenou uma visita pastoral e confirmações, mas logo voltou a Roma, de onde em 19 de fevereiro de 1776, enviou como vigário geral Monsenhor Antonini. Em 10 de janeiro de 1776, foi nomeado protetor da Ordem de S. Girolamo da Congregação Observante da Lombardia; em 13 de janeiro de 1777, da Ordem Terceira Regular de S. Francesco d'Assisi; e no dia seguinte, 14 de janeiro, da Ordem dos Frades Menores Observantes; da Ordem Hospitaleira de São João de Jerusalém; bem como de inúmeras cidades e mosteiros dos Estados papais. Renunciou ao governo do arcebispado de Ferrara, 14 de fevereiro de 1777. Camerlengo do Sagrado Colégio dos Cardeais, 2 de abril de 1781 até 25 de fevereiro de 1782. Em 1782, o Papa Pio VI decidiu sua polêmica visita ao imperador José II em Viena. O cardeal Giraud se opôs veementemente. Durante a ausência do papa em Roma, circularam fortes rumores de que o pontífice havia descoberto em Viena graves irregularidades cometidas por seu pro-uditore (rescritos de concessões feitas ao imperador sem o conhecimento do papa, numa situação muito delicada e controversa) e que ficou furioso com o cardeal, ameaçando-o de castigos severos no seu regresso.
Morreu em Roma em 3 de maio de 1782, de uma cólica repentina, em seu palácio em Roma. Exposto na igreja de S. Maria em Vallicella, Roma, onde se realizou o funeral; a missa de réquiem foi celebrada pelo cardeal Francesco Saverio Zelada, na presença de outros dezoito cardeais; e depois foi sepultado em frente à capela de sua família, dedicada à Vinda do Espírito Santo, naquela mesma igreja. Em seu testamento, ordenou a celebração de 3.000 missas pela salvação de sua alma